# SIGIRR
El receptor relacionado con la IL-1 de Ig simple es una proteína que en los seres humanos está codificada por el gen SIGIRR. Actúa como un regulador negativo de las vías de señalización del receptor tipo Toll y de IL-1R, atenuando el reclutamiento de componentes de señalización próximos al receptor TLR4, probablemente a través de una interacción del dominio TIR-TIR con TLR4. A través de su dominio extracelular, interfiere con la heterodimerización de Il1R1 e IL1RAP. SIGIR_HUMAN, Q6IA17
Se ha observado que modula las respuestas inmunitarias, la homeostasis epitelial del colon y la tumorigénesis.

## Interacciones
Se ha demostrado que SIGIRR interactúa con TRAF6 .